# Great Barrington-deklarationen
Great Barrington-deklarationen (The Great Barrington declaration (GBD)) är ett ställningstagande i den vetenskapliga debatten om hanteringen av Covid-19-pandemin skapat 4 oktober 2020. Enligt GBD skulle man genom att skydda äldre och andra riskgrupper kunna undvika åtgärder mot smittspridning (även kallade non pharmaceutical interventions) riktade till hela befolkningen, framförallt nedstängningar. Enligt GBD skulle det orsaka irreparabla skador att hålla nedstängningar på plats tills ett vaccin blev tillgängligt. Undertecknarna befarade att det skulle leda till bland annat lägre frekvens av barnvaccinationer, försämrat läge för hjärt- och kärlsjukdomar, färre cancerfall upptäckta genom screening, samt försämrad mental hälsa med ökad dödlighet som följd, och att arbetarklassen, mindre privilegierade och yngre medborgare skulle drabbas hårdast.
Företrädarna för GBD föreslog starkt fokus på att skydda riskgrupper mot SARS-CoV-2-smitta (så kallad Focused Protection) och att låta resten av befolkningen gå igenom Covid-19s infektionsförlopp och därmed få naturligt erhållen immunitet. Resultatet skulle enligt GBD bli skyddande immunitet i befolkningen (dvs flockimmunitet) inom tre till sex månader.

## Kritik och motstånd
Deklarationen avfärdades och kritiserades som oetisk av Världshälsoorganisationens (WHO) generaldirektör Tedros Adhanom Ghebreyesus. Många akademiska och folkhälsoorganisationer har kallat den föreslagna strategin farlig och oetisk och att den saknar en sund vetenskaplig grund. Som ett svar på deklarationen skrev 80 forskare uppropet the John Snow Memorandum. Enligt kritikerna är det omöjligt att skydda alla som är medicinskt utsatta, vilket leder till ett stort antal undvikbara dödsfall i Covid-19 bland både äldre och yngre. De har också varnat för att långtidseffekterna av Covid-19 fortfarande inte är helt klarlagda. De skrev på hemsidan johnsnowmemo.com att de snart skulle presentera bevis och anledningar för varför stater måste göra mer för att minska smittan av viruset.
Deklarationen förutsatte att sjukdomsbördan i befolkningen skulle vara godtagbar och att varje infektion skulle ge långvarig steriliserande immunitet. WHO har dock sagt att flockimmunitetskomponenten i strategin undermineras av att det är okänt hur länge immuniteten efter en infektion varar.  Deklarationen var främst kritisk mot nedstängningar som åtgärd mot smittspridningen och ignorerade andra mindre ingripande åtgärder som fysisk distansering, munskydd, eller testning och smittspårning eller postcovid (dvs långvariga symtom vid/efter covid-19)[källa behövs]. och har därför kritiserats för att skapa en falsk dikotomi. Den tog ingen hänsyn till att även yngre personer riskerar postcovid (dvs långvariga symtom vid/efter covid-19). Deklarationen tog inte heller hänsyn till utvecklingen av Covid-19-vaccin trots att det pågick kliniska prövningar i sen fas och WHO förväntade sig att ett antal av dem skulle visa tillräckligt med data för att fatta beslut om ett eventuellt godkännande i början av 2021.
American Public Health Association och 13 andra folkhälsogrupper i USA har i ett gemensamt öppet brev hävdat att Great Barrington-deklarationen "inte är en strategi, det är ett politiskt uttalande som ignorerar folkhälsoexpertis".
Great Barrington-deklarationen sponsrades av American Institute for Economic Research (AIER) , en libertariansk tankesmedja som ingår i ett nätverk av organisationer som är associerade med klimatförnekande. Deklarationen undertecknades vid AIER:s högkvarter i Great Barrington, Massachusetts, USA.
Med stöd av Freedom of Information Act begärde AIER senare ut e-post mellan Francis Collins, då chef för National Institutes of Health (NIH), och Anthony Fauci, då chef för National Institute of Allergy and Infectious Diseases (NIAID). I december 2021 publicerade AIER att det i meddelandena framgick att Collins kallade författarna för "fringe epidemiologists" och att han krävde "a quick and devastating published take down of its premises." I september 2023 skrev Jay Bhattacharya att  nästan omedelbart efter Collins och Faucis kontakt blev omnämnanden av GBD censurerade på sociala medier som Google/YouTube, Reddit, och Facebook.

## Författare och undertecknare

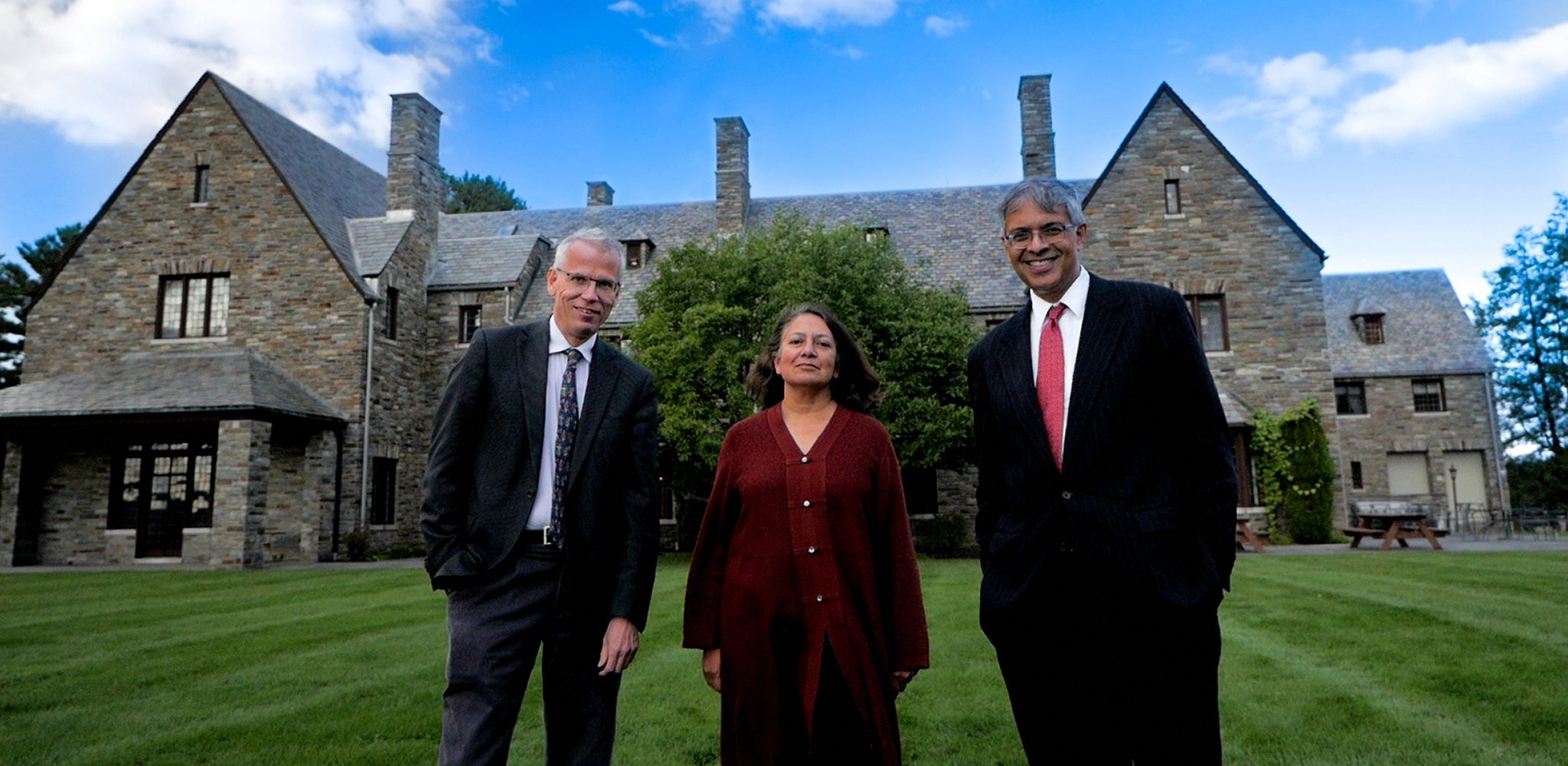
Författarna av Great Barrington-deklarationen vid American Institute for Economic Research: Martin Kulldorff, Sunetra Gupta, Jay Bhattacharya.

Deklarationen författades och undertecknades först av Martin Kulldorff, Sunetra Gupta och Jay Bhattacharya.
Martin Kulldorff är en biostatistiker ursprungligen från Sverige. Han har varit professor i medicin vid Harvard Medical School sedan 2003, men är tjänstledig sedan 2023.  Kulldorff skrev i en debattartikel i Dagens Nyheter i april 2020 att "Det är mycket bättre att ha något högre dödlighet i dag om man samtidigt har kommit mycket närmare flockimmunitet. Det ger färre döda på längre sikt."  Kulldorff har även skrivit på twitter att det är "Omöjligt att skydda äldre 100%, så med längre tid till flockimmunitet blir fler av dem smitttade.".  Kulldorff har beskrivit den svenska strategin mot Covid-19-pandemin som åldersstratifierad med målet att skydda äldre personer med hög risk för allvarlig sjukdom medan barn och ungdomar har kunnat fortsätta leva relativt normalt.  Kulldorff och Bhattacharya argumenterade i en debattartikel i The Wall Street Journal i september 2020 emot att testa unga och friska personer för Sars-CoV-2 .
Sunetra Gupta är professor i teoretisk epidemiologi vid institutionen för zoologi, Oxfords universitet.  Gupta har varit kritisk till strategin med nedstängningar mot Covid-19-pandemin, som hon menar har drabbat de fattigaste i samhället. Hon har uttryckt oro över risken för utbredd svält i många länder på grund av störningar i livsmedelsförsörjningen.  Gupta har argumenterat för att skydda riskgrupper och samtidigt låta viruset svepa genom befolkningen, vilket skulle vara en tillfällig åtgärd och inget permanent tillstånd: “We’re saying, let’s just do this for the three months that it takes for the pathogen to sweep through the population”.  Gupta ledde en forskargrupp som publicerade en preprint i mars 2020 med ett scenario där halva befolkningen i Storbritannien redan hade haft Covid-19  och en annan preprint i september 2020 som argumenterade för att tröskeln för flockimmunitet var lägre än förväntat på grund av existerande immunitet i befolkningen. 
Jay Bhattacharya är professor i medicin vid Stanford University. Hans forskning fokuserar på hälsoekonomi.  Bhattacharya var medförfattare på en debattartikel i The Wall Street Journal med titel "Is the Coronavirus as Deadly as They Say?" som hävdade att det inte fanns någon grund för utegångsförbud och karantän på grund av Covid-19-pandemin i USA.  Bhattacharya var första författare på en serologistudie i april 2020 som sa att 80 000 invånare i Santa Clara County i Kalifornien redan hade haft Covid-19.  Studien fick kritik för statistiska och metodologiska fel och brist på information om intressekonflikter. 
Kulldorff är sedan 2021 senior scientific director  vid Brownstone Institute, en tankesmedja lanserad av Jeffrey Tucker som publicerar artiklar med kritik mot olika åtgärder mot Covid-19 och diskuterar alternativa lösningar.  Jeffrey Tucker är före detta editorial director vid American Institute for Economic Research.  Även Sunetra Gupta och Jay Bhattacharya är eller har varit kopplade till Brownstone Institute. Både Kulldorff, Gupta och Bhattacharya har publicerat texter som argumenterar för att Covid-19-vaccin har större risker än fördelar för unga personer utan riskfaktorer.  Brownstone Institute har fått kritik för att sprida desinformation om vaccin. 
Enligt deklarationen webbsida har den totalt över 937 000 underskrifter. Utöver författarna har den 43 co-signers varav två i Sverige, Andrius Kavaliunas, epidemiolog och biträdande lektor vid Karolinska Institutet samt Jonas Ludvigsson, barnläkare, epidemiolog och professor vid Karolinska Institutet och överläkare vid Universitetssjukhuset i Örebro. Kulldorf och Ludvigsson försvarade i en debattartikel i Dagens Nyheter i maj 2020 Sveriges internationellt sett mindre kraftfulla åtgärder mot pandemin med att Sverige hade färre döda per smittad och "Förklaringen är sannolikt de åldersspecifika motåtgärderna, där de äldre högriskgrupperna skyddas medan de yngre lågriskgrupperna genererar flockimmunitet.". 